# Mlatová cesta

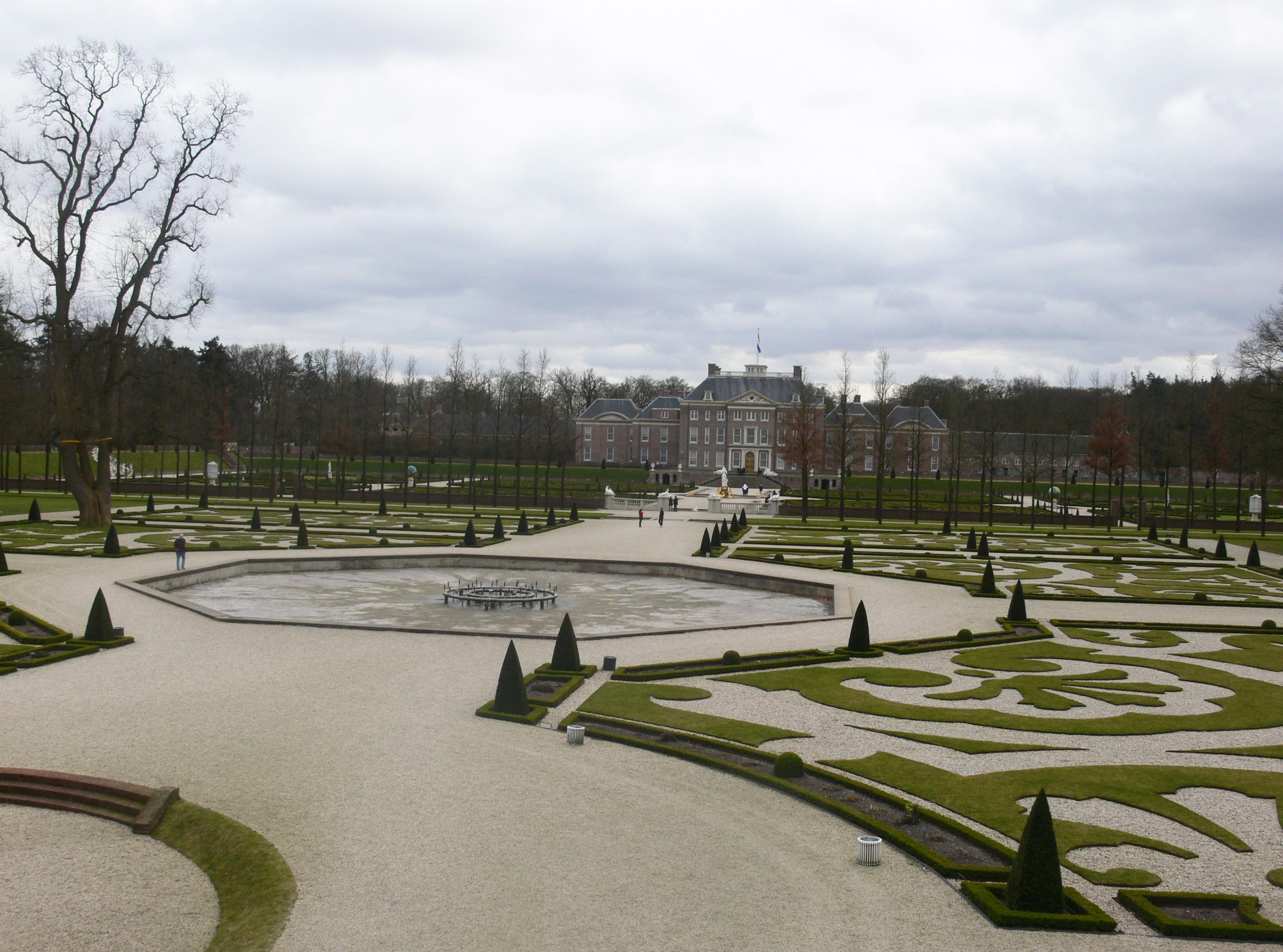
Mlatové cesty v zahradě paláce Het Loo v Apeldoornu (Holandsko)

Mlatová cesta je označení pro zpevněné cesty a pěšiny vytvořené dvěma nebo třemi vrstvami kameniva a hlinitopísčité půdy. Jejich povrch má přírodní vzhled, chodí se po něm pohodlně a (pokud nemrzne) dobře propouští vodu, takže se deštěm povrch cesty příliš nerozbahňuje. V Evropě se takové cesty budují již od středověku, původně především v zámeckých zahradách a parcích. V současné době se používají i v menších soukromých zahradách. Mlatové cesty nejsou vhodné na komunikacích používaných celoročně, protože při mrazu ztrácí svou schopnost propouštět a odvádět vodu, takže se snadno rozbahní.
Mlatové povrchy mají svůj název odvozen od mlatů, na kterých se cepy mlátilo obilí. Mechanicky zhutněný povrch hlinitých podlah stodol umožňoval snadný sběr zrn. Později se začaly budovat mlatové pěší cesty a pak i cesty pro povozy.

## Způsob realizace
Mlatové cesty sestávají zpravidla ze dvou nebo tří vrstev kameniva (přírodního nebo umělého) a hlinitopísčité půdy. Nepoužívá se žádné pojivo, přidat se mohou navíc pouze materiály zvyšující vlhkost, čímž se zároveň snižuje prašnost mlatových cest. Jednotlivé vrstvy se realizují postupně, každá musí být mechanicky zhutněna. Toto zhutnění zajišťuje, že je cesta soudržná, kompaktní a dostatečně únosná.
Mlatovou cestu je ve svažitějším terénu možné doplnit odvodňovací svážnicí, která zabrání nadměrnému odnášení materiálu vlivem eroze a zvýší tak životnost cesty. Po stranách může být cesta opatřena vhodnou obrubou, např. ocelovou pásovinou, dřevěnými trámy (nejlépe bukovými nebo dubovými), případně betonovými obrubníky.
Z hlediska kontroly kvality nejsou mlatové cesty nijak definovány českými normami. Obecně se udává, že svrchní vrstva by měla být z kameniva jemných frakcí 0-4 nebo 0-8 mm v tloušťce 4-6 cm. V závislosti na předpokládaném zatížení se pod cestou dělá jedna či dvě podkladní vrstvy.

## Galerie

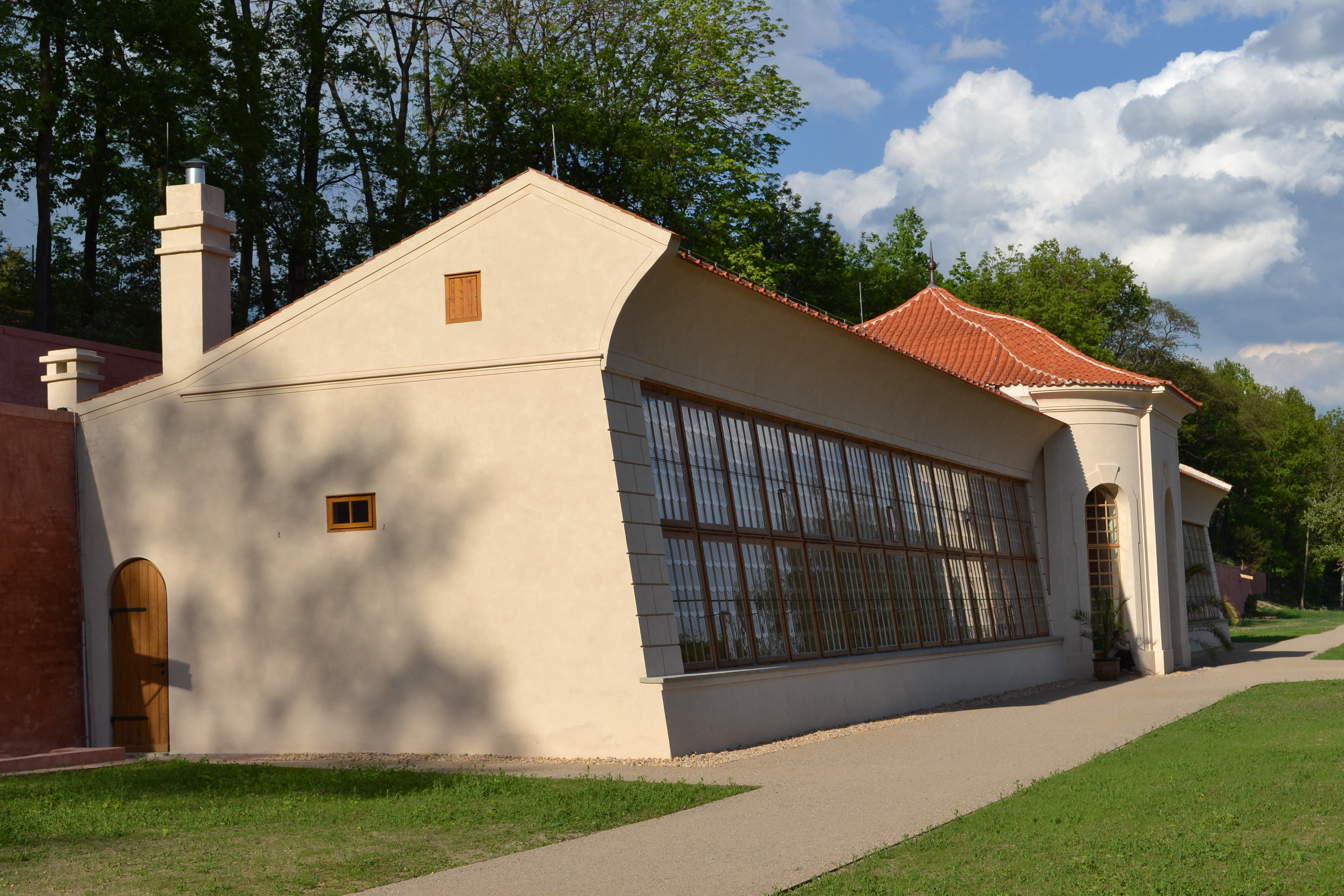
Cesta u oranžerie, zahrada břevnovského kláštera
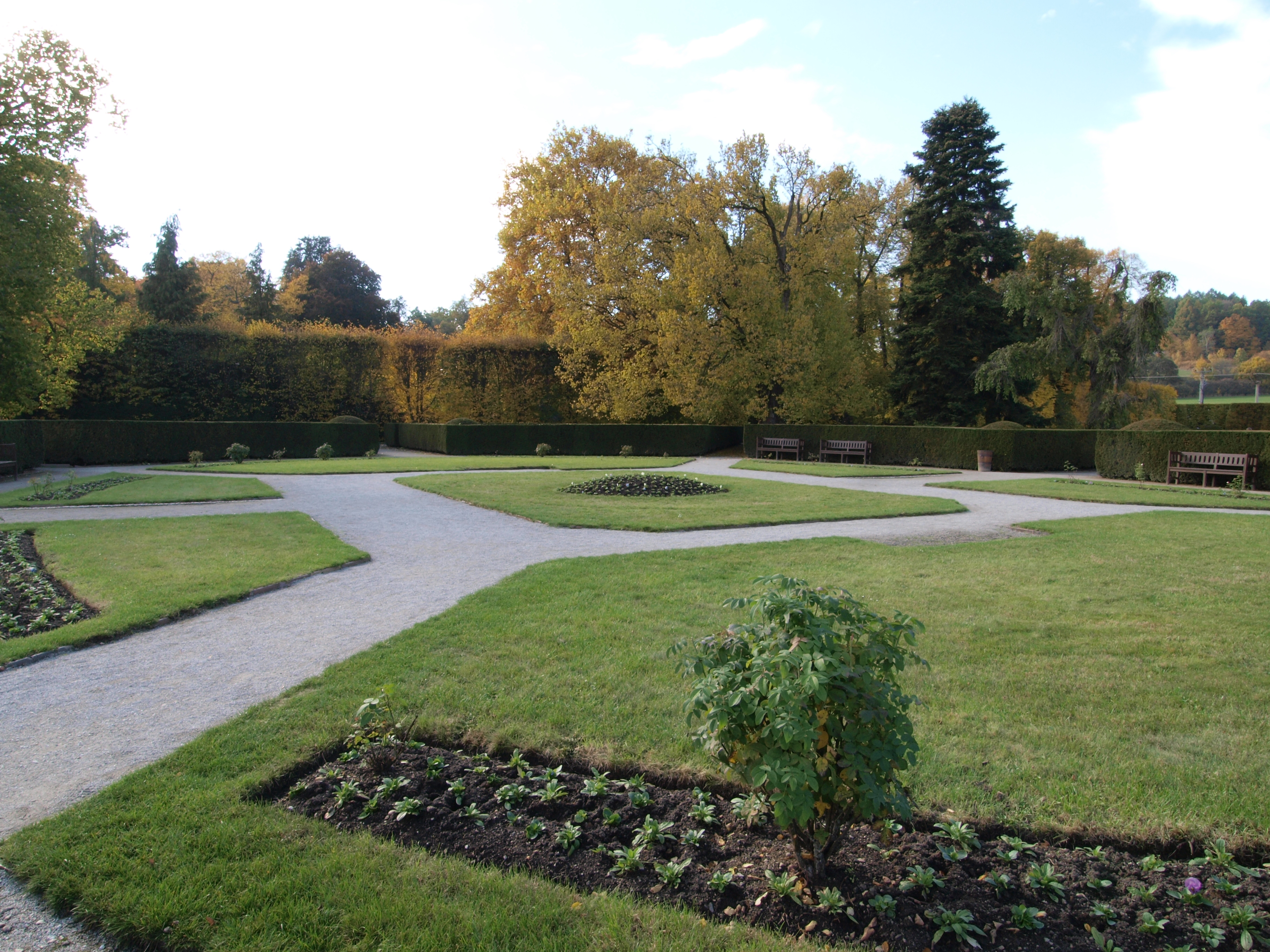
Zámecká zahrada, Český Krumlov
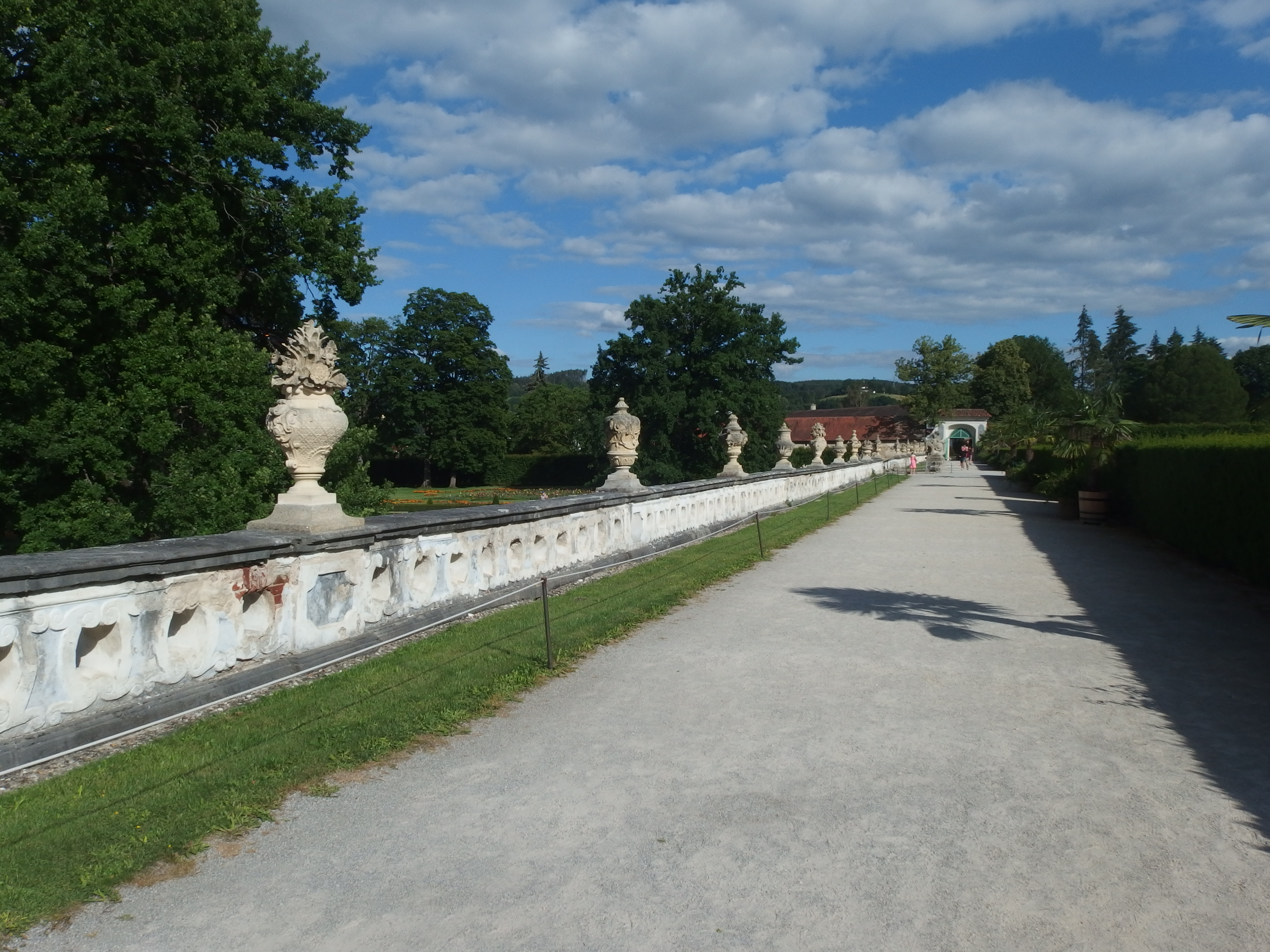
Zámecká zahrada, Český Krumlov
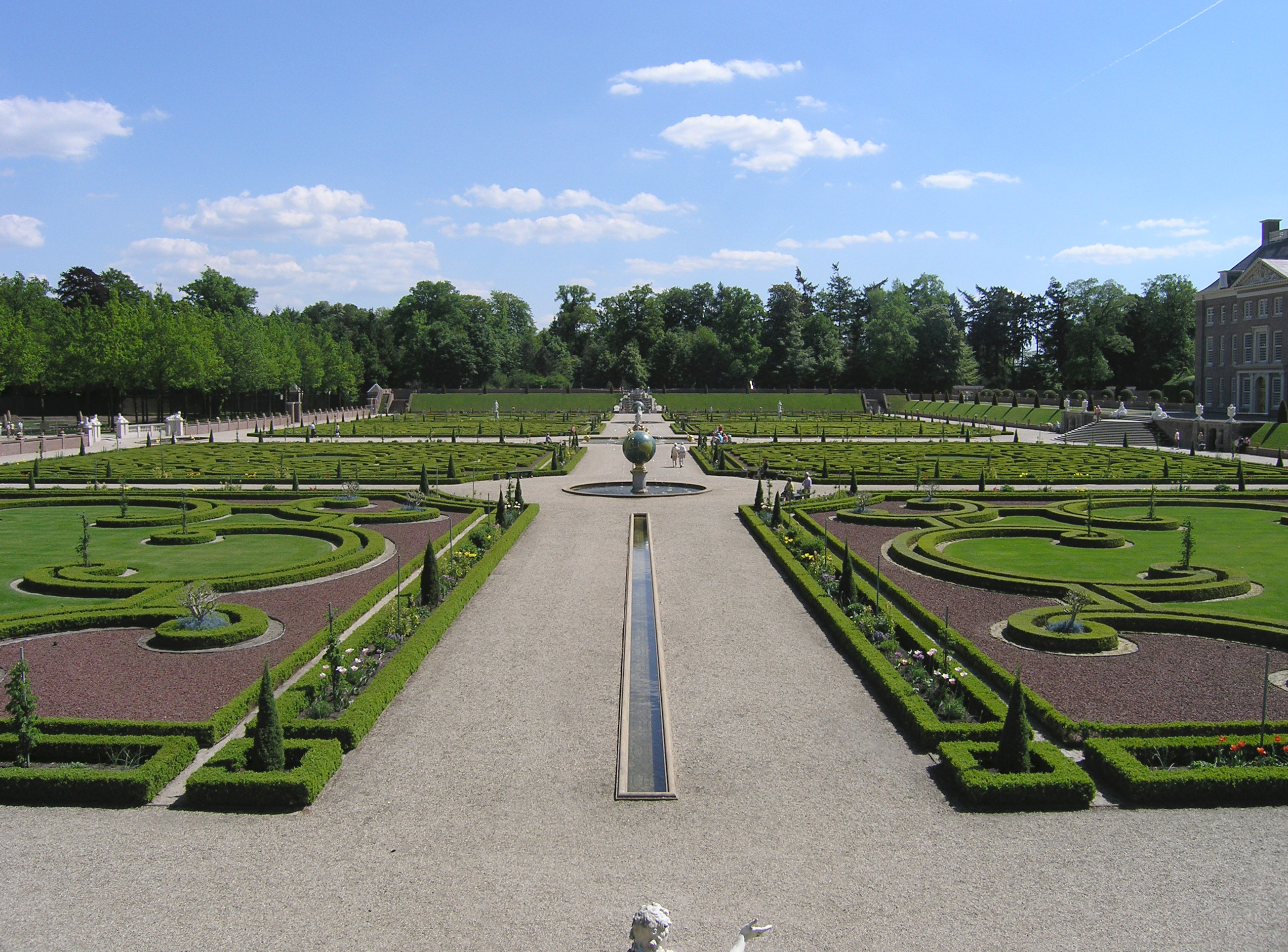
Zahrada paláce Het Loo, Apeldoorn
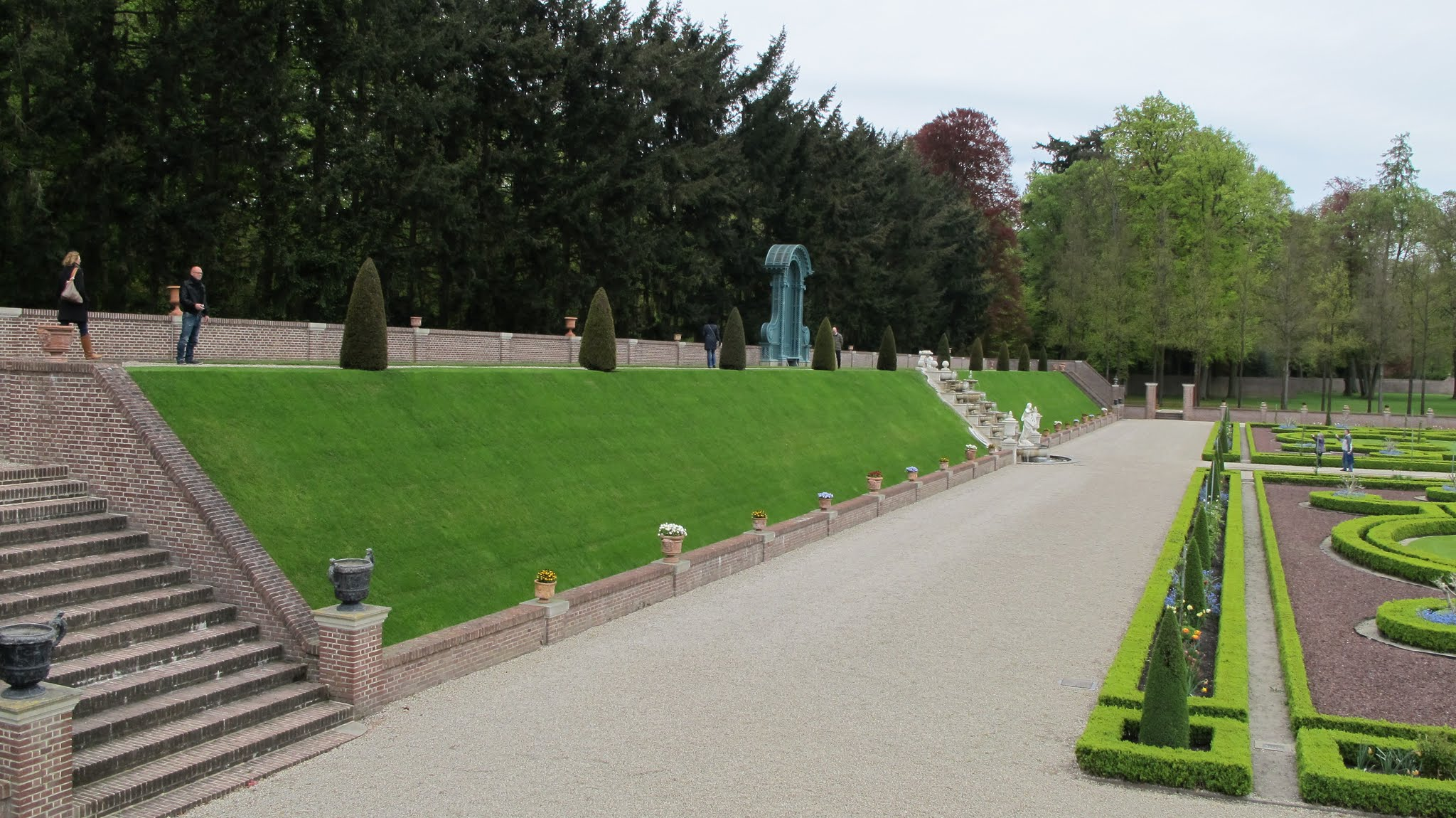
Zahrada paláce Het Loo